# فرب
فَرَب (به ترکمنی: Farap، فاراپ) در شهرستان چهارجوی، استان لب آب جمهوری ترکمنستان است.این شهر در بسیاری از نقشه‌های فارسی به‌اشتباه فاراب درج می‌شود. فرب شهر مرکزی شهرستان فرب پیش از انحلال این شهرستان بود. در برخی نوشته‌های تاریخی به صورت فَرَبر هم آمده است.
در تاریخ بخارای نرشخی آمده است که: «از جملهٔ شهرهاست و نواحی علی‌حده دارد و از لب جیحون تا فَرَب یک فرسنگ است و چون آب خیزد نیم گردد و گاه باشد که تا فرب آب جیحون رسد. فرب مسجد جامع بزرگ دارد و دیواره و سقف آن از خشت پخته کرده‌اند چنان‌که در وی هیچ چوب نیست و در وی امیری بوده که به هیچ حادثه در بخارا نبایستی آمدن و قاضی‌ای بوده که با بیداد شداد حکم‌ها راندی.»
همچنین در شاهنامه از این شهر یاد شده است:
| رسیدم از ایران به ریگ فَرَب |  | سه جنگ گران کرده شد در سه شب |

همچنین در بیتی دیگر فردوسی می‌گوید:
| همی تاخت تا پیش شهر فرب |  | پرآژنگ رخ، پر ز دشنام لب |

همچنین در شاهنامه بیان شده پس از این که بهرام گور لشکر ترکان را شکست داد، به شهر فرب رفته و آنجا میلی سنگی و گچی بنا نهاده و این شهر را مرز بین ایران و توران قرار داده است.
"چو برگشت و آمد به شهر فرب
پر از رنگ رخسار و پرخنده لب
برآسود یک هفته لشکر نراند
ز چین مهتران را همه پیش خواند
برآورد میلی ز سنگ و ز گج
که کس را به ایران ز ترک و خلج
نباشد گذر جز به فرمان شاه
همان نیز جیحون میانجی به راه" 